# Ana Cristina Cesar
Ana Cristina Cesar (* 2. Juni 1952 in Rio de Janeiro; † 29. Oktober 1983 ebenda) war eine brasilianische Dichterin und Übersetzerin. Sie gilt als eine der wichtigsten Vertreterinnen der sogenannten „Mimeographie-Generation“ der 1970er Jahre und ihr Name wird auch mit der Bewegung Poesia marginal in Verbindung gebracht.

## Leben
Ana Cristina Cesar wurde als Tochter des Soziologen und Journalisten Waldo Aranha Lenz Cesar und der Französisch- und Lateinlehrerin Maria Luiza Cruz in eine gebildete, protestantische Mittelschichtfamilie hineingeboren. Sie hatte zwei Brüder: Flavio Lenz Cesar, einen Journalisten und Aktivisten für die Rechte von Prostituierten und für sexuelle Rechte, und Luis Felipe Cesar, einen Umweltaktivisten.
Noch bevor sie eine formale Ausbildung erhielt, diktierte sie ihrer Mutter im Alter von sechs Jahren Gedichte, die ab 1959 in einigen Zeitschriften veröffentlicht wurden. 1969 reiste Cesar als Austauschschülerin nach England und verbrachte einige Zeit in London, wo sie mit englischer Literatur in Kontakt kam. Nach ihrer Rückkehr nach Brasilien trat sie 1970 in die Philosophische Fakultät der Päpstlichen Katholischen Universität von Rio de Janeiro (PUC-RJ) ein und brachte Texte von Emily Dickinson, Sylvia Plath und Katherine Mansfield mit, die sie in das Portugiesische übersetzte.
Cesar begann in den 1970er Jahren, Gedichte und poetische Prosatexte in alternativen Sammlungen, Zeitschriften und Zeitungen zu veröffentlichen. Sie tat das in einer Zeit, in der Brasilien unter der Militärdiktatur und ihren Repressionen litt und das Veröffentlichen von Texten eher „halboffiziell“ erfolgte. Die zu der Zeit aufkommende neue Generation von Schriftstellerinnen und Schriftstellern nutzte Mimeographen zur Vervielfältigung kurzer Werke und wird danach auch als „Mimeographie-Generation“ bezeichnet. Cesars erste Bücher, Cenas de Abril und Correspondência Completa, wurden in unabhängigen Verlagen veröffentlicht. Parallel zum Schreiben von Gedichtbänden widmete sich Cesar auch der literarischen Forschung; sie machte einen Master in Kommunikation an der Bundesuniversität Rio de Janeiro (UFRJ), reiste 1980 erneut nach England, um einen Master in literarischer Übersetzung an der University of Essex zu machen. Nach ihrer Rückkehr nach Rio veröffentlichte sie Luvas de Pelica (1980), das sie in England schrieb, und A teus pés (1982). In ihren Werken bewegt sich Cesar auf dem schmalen Grat zwischen Fiktion und Autobiografie.
Im Alter von 31 Jahren beging sie Suizid, indem sie sich aus dem Fenster der elterlichen Wohnung im achten Stock eines Gebäudes in Copacabana stürzte.
Dem Dichter Armando Freitas Filho, einem engen Freund, überließ sie die Verantwortung für ihre posthumen Veröffentlichungen. Die persönlichen Schriften der Autorin werden vom Instituto Moreira Salles aufbewahrt. Ihre gesamte Lyrik wurde 2013 von der Companhia das Letras veröffentlicht. Im Jahr 2016 war die Buchmesse von Paraty in Brasilien ihrem Leben und Werk gewidmet.

## Veröffentlichungen (Auswahl)
Lyrik
- A Teus Pés (1982)
  - Deutsche Übersetzung Mechthild Blumberg (Hrsg.): Dir zu Füßen: Lyrik/Prosa von Ana Cristina César. Fischer, Aachen 1997, ISBN 978-3-89514-123-2.
- Luvas de pelica (1980)
- Inéditos e Dispersos (1985)
- Novas Seletas (posthum, 2004)
- Poética (posthum, 2013)

Kritiken
- Literatura não é documento (1980)
- Crítica e Tradução (1999)

Andere
- Correspondência Incompleta (1999)
- Escritos no Rio (posthum, 1993)
- Escritos em Londres (posthum)